# Paolo Nutini
 (novembre 2015).
Paolo Giovanni Nutini, né le 9 janvier 1987 à Paisley en Écosse, est un chanteur, auteur-compositeur britannique d'origine italienne et écossaise.

## Biographie
Son père est d'origine italienne et sa mère est écossaise, il a une sœur cadette ; la famille de son père vit en Écosse depuis deux générations. Ses influences sont David Bowie, Damien Rice, Oasis, the Beatles, U2, Pink Floyd et Fleetwood Mac, mais surtout Ray Charles, John Martyn, Van Morrison, pour ne citer que celles-ci, qu'il a découvert grâce aux collections de CD de son père, de son grand-père et de son oncle, lorsqu'il était jeune.
Paolo quitte son foyer à 16 ans pour devenir roadie du groupe Speedway, dans lequel jouait Jim Duguid qui sera aussi batteur sur l'album These Streets. Il travaillera plus tard pour le Park Lane studio de Glasgow. Il est remarqué à la suite d'un concours de culture musicale organisé afin de faire patienter le public du concert de David Sneddon ; concours offrant au gagnant le droit de chanter une chanson sur scène. Sa prestation est remarquée par Brendan Moon qui devient alors son manager. À 17 ans, Paolo Nutini chante au Bedford de Londres.
« À la base, l'album est une autobiographie, dit Nutini, une sorte de journal intime, un répertoire, sur mes trois dernières années. »
La plupart de ses chansons parlent de sa vie amoureuse déjà très riche ; Jenny don't be hasty relate par exemple sa séparation avec une fille plus âgée à laquelle il a fait croire qu'il avait le même âge.
C'est en partie grâce à l'émission Taratata, présentée par Nagui, diffusée sur France 4 et France 2 que Paolo Nutini a percé en France. Il a également chanté en duo avec Zazie sur son album Totem (2007). Depuis mars 2008, le titre New Shoes de Paolo Nutini sert à la publicité de la marque Puma
Son second album, intitulé Sunny Side Up, est sorti le 1er juin 2009, avec pour premier single Candy.
L’album tranche avec l’atmosphère pop rock de These Streets en se concentrant des accents folk, comme en témoigne le titre Tricks of the trade, soul avec son titre No other way, ou encore la country; il dit avoir été influencé par Johnny Cash pour son titre Simple Things. L’album Sunny Side Up par son hétérogénéité de genre devient difficilement classable. L'album, en quittant les genres pop rock, s'éloigne naturellement d'une instrumentalisation basée sur l'omniprésence des guitares et de la basse et fait la part belle aux cuivres dans beaucoup de ses pistes, prêtant une dimension anachronique à l’ensemble ; concordant avec la voix du chanteur de plus en plus rauque et abimée.
Paolo Nutini est apparu dans le documentaire de 2011 “Reggae Got Soul: The Story of Toots and the Maytals” / “Le reggae a de l’âme: l’histoire de Toots and the Maytals” qui a été diffusé sur la chaîne BBC et a été décrit comme “l’histoire jamais racontée de l’un des artistes les plus influents à avoir jamais émergé de Jamaïque”,.
Un troisième album, Caustic Love est paru au mois d'avril 2014. Selon les dires du chanteur, l'album persiste dans ce style soul-pop qui caractérise déjà ses deux premiers opus, avec comme premier single Scream (funk my life up) disponible depuis le 28 janvier 2014. Caustic Love est le 4e album le plus vendu le l'année 2014 au Royaume-Uni. Paolo Nutini est nommé dans la catégorie "Meilleur artiste masculin anglais" aux Brit awards 2015.
Le 1er juillet 2022 sort son quatrième album studio, Last Night in the Bittersweet, a nouveau édité par le label Atlantic Records. Cet album parait huit années après son précédent album studio, Caustic Love (2014). Cet opus est largement remarqué par une critique positive qui souligne la maturité musicale de l’artiste, au delà des capacités vocales qui lui étaient dès ses débuts reconnues ,. 

## Discographie

### Albums studio
- 2006 : These Streets (Atlantic Records)
- 2009 : Sunny Side Up (Atlantic Records)
- 2014 : Caustic Love (Atlantic Records)
- 2022 : Last Night in the Bittersweet (Atlantic Records)

### Singles
- 2006 : Last Request
- 2006 : Jenny Don't Be Hasty
- 2007 : New Shoes
- 2007 : Rewind
- 2009 : Candy
- 2009 : Coming Up Easy
- 2009 : Pencil Full of Lead
- 2010 : 10/10
- 2014 : Better Man
- 2014 : Scream (Funk My Life Up)
- 2014 : Iron Sky
- 2022 : Lose It
- 2022 : Through the Echoes